# Адамс, Джон «Гризли»
Джон «Гризли» Адамс (англ. John «Grizzly» Adams; 12 октября 1812, Медуэй, Массачусетс — 25 октября 1860, Непонсет) — калифорнийский дрессировщик медведей гризли и других диких животных, которых сам же и ловил. Считается, что Адамс обычно ловил медведей не с помощью ловушек (как другие охотники), а бесстрашно вступая с ними в рукопашную схватку. Стал героем американского фольклора.

## Биография

### Ранние годы
Адамс родился и вырос в городке Медуэй, штат Массачусетс, в пригороде Бостона. Принадлежал к известному в Новой Англии клану Адамсов (равно как президенты Джон Адамс и Джон Куинси Адамс). Он получил минимальное образование. В 14 лет Адамс уже начал работать учеником обувщика. В двадцать один год он оставил это занятие, так как мечтал жить не в городе, а среди девственной природы.
Джон подписал контракт с одной компанией, которой требовались дикие животные для участия в различных шоу. Джон с радостью занялся новым делом. В глухих уголках штатов Мэн, Вермонт и Нью-Гемпшир он оттачивал свои навыки выживания и охоты.
Однако карьера Адамса едва не прервалась, когда он получил тяжёлые травмы спины и позвоночника. Виновником стал бенгальский тигр, которого Джон пытался дрессировать. В результате Адамс снова на некоторое время занялся сапожным ремеслом в Бостоне.
В 1836 году Джон женился на Кайлене Друри. В семье родилось трое детей: Арабелла, Аратуса и Сеймур.

### Калифорния и западные штаты, 1849—1860
В 1849 году, когда в Калифорнии началась золотая лихорадка, Джон вложил свои сбережения (более 6000 долларов) в покупку обуви. Он отправил сапоги и ботинки в Сент-Луис, желая продать свой товар с большой прибылью тысячам золотоискателей, идущим на запад. Однако из-за пожара всё исчезло в огне. Вскоре после этого отец Джона, также вложивший свои средства в проект, совершил самоубийство.
Адамс понял, что ему больше нечего терять. Он оставил свою семью и присоединился к тем, кто шёл в Калифорнию. В конце 1849 года Джон объявился на приисках.
Адамс пытался найти себя в горном деле, в охоте на дичь (чтобы продать её шахтерам), в торговле и, наконец, в скотоводстве и фермерстве. Порой он срывал хороший куш, а порой бедствовал.
В конце 1852 года, потеряв ранчо рядом со Стоктоном из-за кредиторов, Адамс направился в горы Сьерра-Невада, чтобы уйти от всего этого. С помощью местных индейцев он построил хижину, хлев и провел зиму один в горах. Джон был опытным охотником и всегда мог обеспечить себя пропитанием. Кроме того, навыки сапожника помогли ему зарабатывать на изготовлении одежды из оленьей кожи и мокасин.
Периодически Джон отправлялся в продолжительные путешествовал. В 1853 году он совершил экспедицию далеко на север за 1200 миль от своего базового лагеря в Калифорнии. Там Адамс поймал годовалую самку гризли, которую назвал Леди Вашингтон. Он сумел приручить её и научил следовать за собой как собаку. Позже медведица научилась тянуть сани.

### «Повелитель медведей»

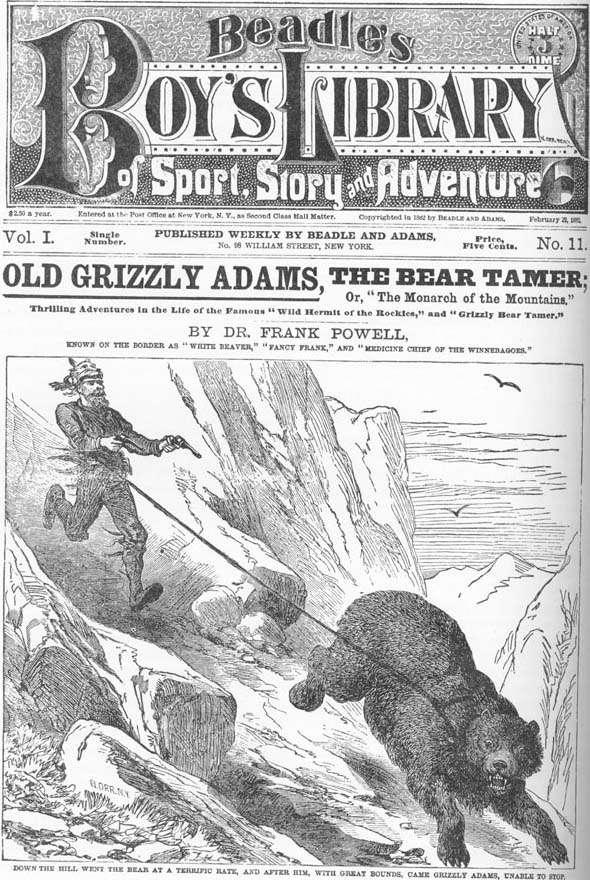
Рисунок с Джоном «Гризли» Адамсом на обложке журнала 1882 года

В 1854 году Адамс нашёл пару двухнедельных детенышей гризли возле Йосемитской долины. Он назвал одного из них Бенджамин. Этот медведь спас жизнь Джону год спустя, в 1855 году, когда крупная медведица напала на Адамса. Джон и Бен сохранили шрамы от этой схватки до конца своих дней.
Летом 1854 года Джон отправился в Скалистые горы, чтобы поймать там новых животных. Он неплохо зарабатывал, продавая мясо, шкуры и даже живых зверей. Во время этой экспедиции у Леди Вашингтон была встреча с неким гризли из Скалистых гор. В результате на свет появился медвежонок, которого назвали Генерал Фримонт в честь Джона Чарльза Фримонта.
Зимой 1854 года Адамс поймал огромного калифорнийского гризли с помощью большой ловушки. Этот медведь получил имя Самсон.
В 1855 году Адамс по просьбам жителей городков американского Запада начал проводить целые шоу со своими подопечными. Выступления имели шумный успех. Этот импровизированный цирк давал представления в Сан-Мигеле, Санта-Кларе, Сан-Хосе, Редвуде и, наконец, в Сан-Франциско.
В 1856 году Джон перебрался в Сан-Франциско, где организовал зверинец. На его представлениях почти всегда был аншлаг.
В январе 1858 года неожиданно умер Бен, любимый гризли Джона. Адамс впал в отчаяние, но продолжал показывать свои ежедневные шоу. Он также постоянно добавлял новых зверей для своих представлений.
В 1859 году здоровье Адамса резко ухудшалось. Он уже десять лет не видел свою жену. И Джон решил срочно заработать приличную сумму, чтобы передать семье. Он отправился со зверинцем в Нью-Йорк, где мог хорошо заработать со своим шоу. Путешествие заняло несколько месяцев. В Нью-Йорке Адамс присоединился к знаменитому шоумену и фокуснику Финеасу Барнуму.
На новом месте легендарный дрессировщик медведей сумел за короткий срок заработать хорошие деньги. Затем он продал свой зверинец. Вырученные средства Джон завещал жене.

### Смерть
Ещё в 1855 году Адамс получил серьёзную травму головы во время борьбы с агрессивной медведицей в Калифорнии. На голове остался крупный шрам. Позднее его дрессированный медведь Фримонт ударил Адамса так, что рана открылась. Рассказывали, что в черепе дрессировщика оставались настоящие дыры, сквозь которые был виден мозг.
Летом 1860 года из-за проблем со здоровьем Адамс полностью прекратил принимать участие в шоу со зверями. Последние недели жизни он провёл в Непонсете, Массачусетс. Джон умер 25 октября 1860 года всего через пять дней после того, как к нему приехала жена и дочери.

## В художественной литературе и кино
Первая книга о приключениях «повелителя медведей» была выпущена ещё при жизни Адамса. Одна из иллюстраций для этой книги позднее пригодилась при создании флага Калифорнии, где изображён гризли.
Образ легендарного героя не раз появлялся на большом экране.
- Комедийный вестерн «Жизнь и времена судьи Роя Бина» (1972, в роли Адмса Джон Хьюстон)
- Сериал «Жизнь и времена Гризли Адамса» (1974, 1977—1978, 1982, в главной роли Дэн Хаггерти)
- Фильм «Легенде о Гризли Адамсе» (1990, в главной роли Джин Эдвардс)
- Фильмы «Гризли Адамс» и «Легенда о Темной горе» (1999, в главной роли Том Тейбэк)
- Художественный фильм «П.T. Барнум» (1999, в роли Адамса Джефф Уотсон)